# Miguel Falomir Faus
Miguel Falomir Faus (València, 1966) és un historiador de l'art, actual Director del Museu Nacional del Prado des de març del 2017.

## Trajectòria
Llicenciat en Història de l'Art per la Universitat de València el 1989, va obtenir el premi extraordinari de la seva promoció. Posteriorment, entre 1990 i 1993 va treballar com a becari FPI per al Ciència en el Consell Superior de Recerques Científiques, organisme que depèn del Ministeri d'Educació i Ciència, Durant aquest període Falomir es doctora en història de l'art a la mateixa universitat. Va fer estudis de postdoctoraten a l'Institute of Fine Arts de la Universitat de Nova York, gràcies a una beca Fulbright. Al seu retorn, va treballar com a professor titular a la universitat valenciana, fins que el 1997 es va incorporar a la plantilla del Museu del Prado com a Cap del Departament de Pintura Italiana i Francesa. Amb el temps, va assumir diferents càrrecs en el museu, fins que el 2015 va ser nomenat director adjunt de Conservació i Recerca, càrrec que va ostentar fins al seu nomenament com a director del museu, que va tenir lloc el 17 de març de 2017, substituint a Miguel Zugaza, qui va passar a dirigir el Museu de Belles arts de Bilbao.
Com a investigador, és membre del comitè científic de la Fondazione Tiziano de Pieve di Cadore (Italia) i ha col·laborat amb diverses universitats italianes i estatunidenques. Com a comissari, destaquen les seves exposicions De Tiziano a Bassano. Maestros venecianos del Museo del Prado (Museu Nacional d'Art de Catalunya, Barcelona, 1997); Una obra maestra restaurada. El Lavatorio de Jacopo Tintoretto (Museo del Prado, 2000); Los Bassano en la España del siglo de oro (Museo del Prado, 2001); La restauración de El emperador Carlos V, a caballo, en Mühlberg de Tiziano (Museo del Prado, 2001); Tiziano (Museo del Prado, 2003); Tintoretto (Museo del Prado, 2007) El retrato del Renacimiento (Museo del Prado, 2008), El último Rafael (Museo del Prado, 2012), Las Furias : alegoría política y desafío artístico (Museo del Prado, 2014) i Tiziano: Dánae, Venus y Adonis. Las primeras poesías.